# Рейнграф

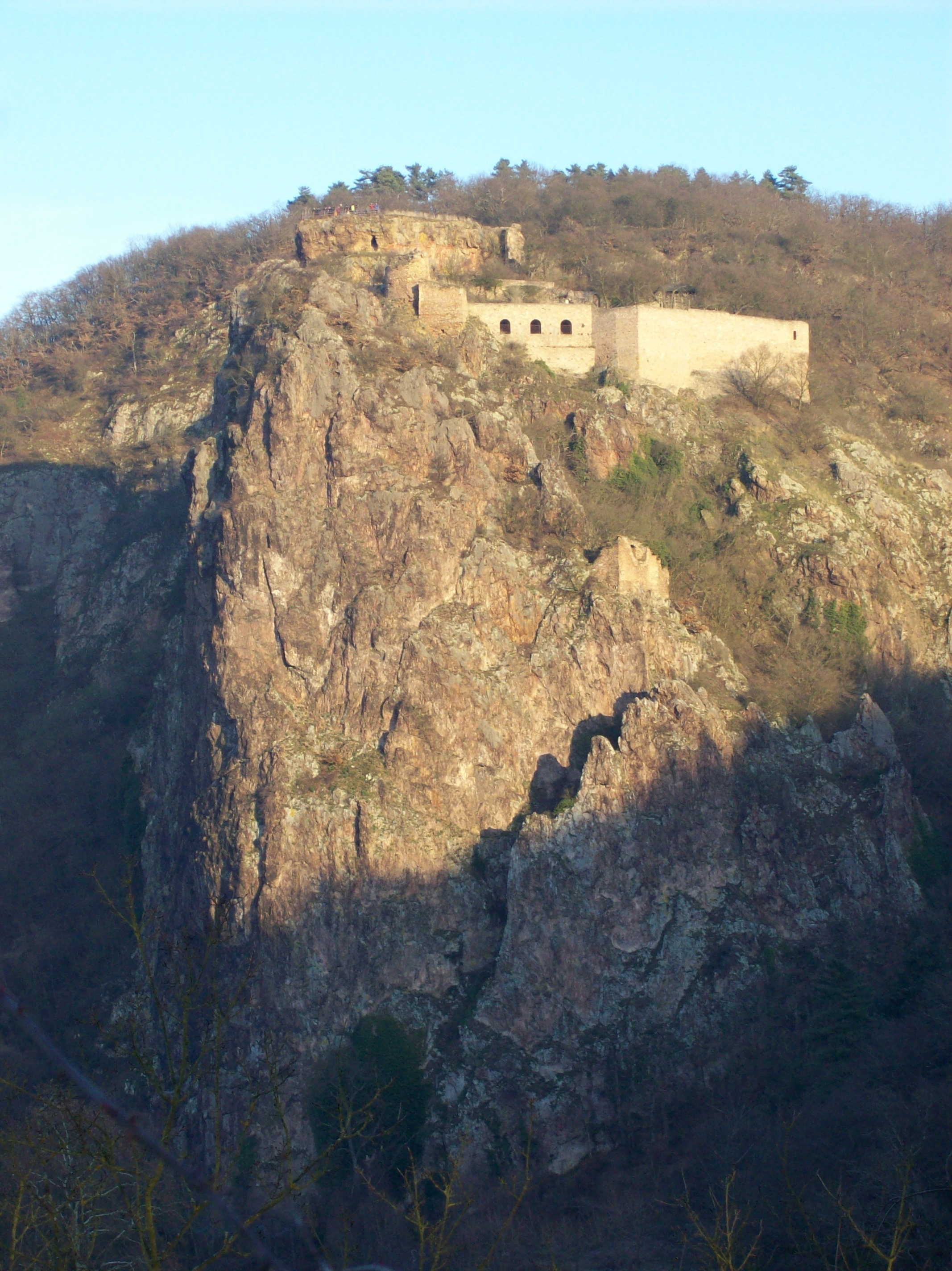
Руины Рейнграфенштейна

Герб вильд- и рейнграфов

Рейнграф (нем. Rheingraf) — графский титул в Рейнгау.
Родовым замком рейнграфов был Рейнграфенштейн (нем. Burg Rheingrafenstein) при Кройцнахе. Первым рейнграфом был Хатто VI (937—960). После женитьбы рейнграфа Йоханна III (1383—1428) на дочери последнего вильдграфа фон Кирбург два рода слились, так что их потомки носили титулы вильдграф и рейнграф. По названию завоеванных ими многочисленных владений в графстве Оберзальм они называли себя также графы фон Зальм. Титулы вильдграфов и рейнграфов продолжили позднейшие князья фон Зальм из линии Оберзальм.